# San Ignacio, Belize
San Ignacio är en ort i Belize. Den ligger i distriktet Cayo, i den centrala delen av landet, 30 km väster om huvudstaden Belmopan. San Ignacio ligger 128 meter över havet och antalet invånare är 16 812.
Terrängen runt San Ignacio är platt åt sydost, men åt nordväst är den kuperad. San Ignacio är det största samhället i trakten.
Omgivningarna runt San Ignacio är en mosaik av jordbruksmark och naturlig växtlighet. Runt San Ignacio är det glesbefolkat, med 10 invånare per kvadratkilometer.